# Yehudi Wyner
 (janvier 2025).
Yehudi Wyner, né le 1er juin 1929 à Calgary, en Alberta, au Canada, est un compositeur, pianiste, chef d'orchestre et professeur de musique américain qui a remporté le prix Pulitzer de musique en 2006 pour son concerto  pour piano Chiavi in Mano (en).

## Biographie
Né au Canada, Yehudi Wyner grandit à New York.
Yehudi Wyner s'est marié avec la soprano Susan Davenny-Wyner (en) en 1967.